# Albert Miles
Albert Miles (erwähnt 1504–1529) war von 1514 bis 1522 Bibliothekar des Klosters St. Gallen.

## Leben
Sein Vater Hildebrand M. war Schultheiss von Lichtensteig und Obervogt zu Iberg. Sein Onkel war der bekannte Dekan und Chronist Hermann Miles, der bei der Abtwahl von 1504 als Konventualer bezeugt ist. 1514 wurde Albert zum Custos ernannt und war in dieser Funktion auch für die Klosterbibliothek zuständig. 1529 wurde er Subprior und verpflichtete sich am 20. Februar 1529 per Eid, dem katholischen Glauben treu zu bleiben. Dennoch bekannte er sich noch im gleichen Jahr zur Reformation und heiratete die Tochter des Schaffhauser Bürgermeisters Payer. Er erhielt eine Aussteuer, mit der er das Bürgerrecht St. Gallens erwarb.